# 石背国
石背国（いわせのくに）は、かつて日本の地方行政区分だった令制国の一つ。奈良時代に陸奥国から分立したが、短期間しか存続しなかった。

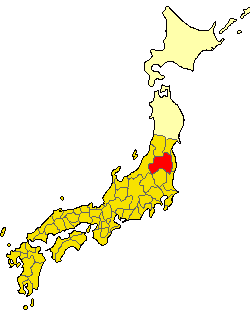
石背国の位置（718年）

## 沿革
養老2年（718年）5月2日に陸奥国の5郡を割いて設置された。現在の福島県中通りと会津地方に当たる。国府は郡山市方八町、または須賀川市の上人壇廃寺跡付近に置かれたと見られている。存続は数年間にすぎず、養老4年 （720年）11月26日から神亀5年（728年）4月11日にかけてのいつかの時期に陸奥国に復した。
終年の下限の年養老4年については、『類聚国史』に収録された陸奥・石背・石城を対象にした勅、上限の神亀5年については陸奥国に白河軍団を置いた『続日本紀』の記事が根拠である。さらに時期を絞り込む推定が様々にある。

## 岩代国
明治元年（1869年）に設置された岩代国（いわしろのくに）は、ほぼ同域だが、東部のいくつかの郡が磐城国に含まれたため、石背国より狭くなった。
畿内の山城国（やましろのくに）が奈良時代は「山背国」と表記されたことから「石背」も「いわせ/いはせ」でなく「いわしろ/いはしろ」と読むと考えられていた。

## 郡
5郡で構成された。
- 会津郡
- 安積郡
- 石背郡
- 白河郡
- 信夫郡（平安時代に分割された後世の伊達郡の郡域を含む）